# Tarapoto
Tarapoto is een stad in de provincie San Martín in de gelijknamige regio van Peru. Tarapoto ligt in het noordoosten van Peru, op een hoogte van 356 m. Bij haar oprichting op 20 augustus 1782 heette de stad Santa Cruz de los Motilones de Tarapoto. Tarapoto ligt op de oever van de rivier de Shilcayo, een zijrivier van de Mayo. Het is een van de grootste toeristische steden van het Peruviaanse Amazonewoud. 
Tarapoto telde in 2015 144.000 inwoners, waarmee ze de dichtstbevolkte stad van de regio is. De stad wordt weleens de Stad van de Palmbomen (Spaans: Ciudad de las Palmeras) genoemd.

## Bestuurlijke indeling
Deze stad (ciudad) bestaat uit drie districten:
- La Banda de Shilcayo
- Morales
- Tarapoto (hoofdplaats van de provincie)

Arequipa · Ayacucho · Cajamarca · Chiclayo · Chimbote · Chincha Alta · Cuzco · Huancayo · Huánuco · Huaraz · Ica · Iquitos · Juliaca · Lima · Pisco · Piura · Pucallpa · Puno · Sullana · Tacna · Tarapoto · Trujillo · Tumbes